# Erik Manouz
Erik Manouz (* 16. Februar 1978 in Berlin-Hermsdorf, bgl. Name: Erik Wisniewski) ist ein deutscher Sänger, Gitarrist, Perkussionist und Komponist.

## Leben und Wirken
Manouz spielte seit frühester Kindheit Schlagzeug; mit 12 Jahren wurde er durch seinen zwei Jahre älteren Bruder zum Gitarre-Spielen inspiriert, mit dem er auch sein erstes Musik-Duo-Projekt ins Leben rief. Er schrieb bereits in seiner Jugend Songs in Deutsch und Englisch und arbeitet seit der gemeinsamen Schulzeit mit seinem Musiker-Kollegen Felix Meyer zusammen. 2004 zog Manouz von Berlin nach Leipzig und studierte bis zum Abschluss seines Musikstudiums im Jahre 2010 an der Pop/Jazz-Abteilung an der Hochschule für Musik und Theater „Felix Mendelssohn-Bartholdy“.
Während seines Studiums tourte er schon mit verschiedenen Projekten, tauchte in den musikalischen Kosmos des Folk/Chanson und der Weltmusik ein und öffnete sich vermehrt den musikalischen Einflüssen des Jazz, Pop und der elektronischen Musik. Seit 2009 komponierte er zahlreiche Songs für seinen Liedermacher-Kollegen Felix Meyer. Auch war er als Straßenmusiker tätig.
2016 erschien sein deutschsprachiges Debüt-Album Tausend und einen Menschen beim Leipziger Independent-Label R.U.M. Records. Sein zweites deutschsprachiges Album Auszeit im Irgendwo veröffentlichte er 2019 in Eigenregie zusammen mit dem Vertrieb SPV.
Seit 2020 intensivierte sich seine Arbeit als Komponist und Musikproduzent. Er produzierte das Album "Triggerwarnung" der Liedermacherin und Künstlerkollegin Sarah Lesch für welches er auch fast alle Musik komponierte.
Manouz tourt als Solo-Künstler, mit seiner Band und als Begleitmusiker verschiedener Künstler auf kleinen und großen Bühnen sowie Festivals und produziert in seinem Studio in Leipzig.